# Arthur Ripley
Arthur DeWitt Ripley (* 12. Januar 1897 in New York City, New York, Vereinigte Staaten; † 13. Februar 1961 in Los Angeles, Kalifornien) war ein US-amerikanischer Drehbuchautor, Filmregisseur und Filmproduzent.

## Leben und Wirken
Arthur Ripley wurde in New York City in der Bronx geboren. Er war als Kind künstlerisch begabt, spielte Trompete und wollte Tanz studieren. Er begann jedoch mit einem Job als Reiniger von Negativen bei der Filmproduktionsgesellschaft Kalem Company. 1914 war er Kameramann für den Film A Celebrated Case. Danach arbeitete er (meist als Arthur D. Ripley) für mehrere Unternehmen, unter anderem für Vitagraph, die Fox Film Corporation, die Metro Pictures Corporation und die Universal Film Manufacturing Company. Anfang der 1920er Jahre wurde er Gagschreiber bei Mack Sennett. Zusammen mit Frank Capra entwickelte er Handlungsabläufe für Harry Langdon. Mehrere der Filme wurden unter der Regie von Harry Edwards gedreht. Als Harry Langdon ab 1926 für die eigene Harry Langdon Corporation im Verleih der First National Filme produzierte, folgten ihm Capra und Ripley. Die ersten gemeinsamen Film waren Tramp, Tramp, Tramp (1926), Der starke Mann (The Strong Man, 1926) und Die ersten langen Hosen (Long Pants, 1927). Nach Unstimmigkeiten verließ Capra und später – da weitere Filme keine Erfolge hatten – auch Ripley die Gesellschaft. In den 1930er Jahren arbeitete er für mehrere Produzenten wieder als Gagschreiber, unter anderem für Filme mit W. C. Fields, Edgar Kennedy, Leon Errol, Andy Clyde und Robert Benchley. Gelegentlich führte er Regie und trat in den 1940er Jahren auch als Produzent auf. In den 1950er Jahren führte er auch Regie bei einigen Folgen für Fernsehserien wie Your Jeweler’s Showcase, General Electric Theater, Cavalcade of America, The Star and the Story, The Adventures of Jim Bowie und Colt .45.
Nach Beendigung seiner Filmkarriere wurde er an der University of California in Los Angeles der erste Professor für Filmkunst. Er gründete das UCLA Film Center und baute es zu einer bedeutenden Filmschule aus.  1958 kehrte er für Robert Mitchum noch einmal als Regisseur von Kilometerstein 375 (Thunder Road) zur Filmarbeit zurück.

## Filmografie
Kameramann
- 1914: A Celebrated Case
- 1914: Shannon of the Sixth
- 1915: Should a Mother Tell
- 1915: Dr. Rameau
- 1915: The Wonderful Adventure
- 1915: Blindness of Devotion
- 1915: A Price for Folly
- 1916: The Green-Eyed Monster

Filmeditor
- 1922: Törichte Frauen (Foolish Wives)
- 1922: Under Two Flags

Drehbuchautor
- 1920: The Third Generation
- 1921: Life’s Darn Funny
- 1924: A Lady of Quality
- 1926: Tramp, Tramp, Tramp
- 1926: Der starke Mann (The Strong Man)
- 1927: Die ersten langen Hosen (Long Pants)
- 1927: Der Dritte stört (Three’s a Crowd)
- 1929: Barnum was Right
- 1930: Der Kapitän der Garde (Captain of the Guard)
- 1930: Hide-Out
- 1932: Hypnotized
- 1934: Elmer Steps Out
- 1939: Waterfront

Regisseur
- 1938: mit Joshua Logan, George Cukor: I Met My Love Again
- 1942: mit Edgar G. Ulmer: Prisoner of Japan (auch Drehbuch)
- 1944: Voice in the Wind (auch Produzent, Drehbuch in Zusammenarbeit mit Friedrich Torberg[2])
- 1946: The Chase
- 1949: Die Herrin von Atlantis (Siren of Atlantis)
- 1958: Kilometerstein 375 (Thunder Road)

Produzent
- 1943: Behind Prison Walls
- 1953: Your Jeweler’s Showcase (Fernsehserie, 14 Folgen)
- 1953: General Electric Theater (Fernsehserie, 11 Folgen)
- 1953–1954: Cavalcade of America (Fernsehserie, 11 Folgen)